# Encanto (canção)
"Encanto" é uma canção da dupla brasileira Sandy & Junior, lançada como primeiro single do álbum Identidade (2003). A música ainda foi tema do filme Acquária, estrelado pela dupla no mesmo ano. O videoclipe de "Encanto" mostra os irmãos no estúdio a interpretando. A canção foi composta originalmente em inglês, mas a dupla pediu à Maurício Gaetani uma versão em português; a versão final acabou tendo cinco compositores. Enquanto as outras canções do álbum Identidade foram gravadas em julho de 2003, "Encanto" foi gravada no início de 2003 e, por isso, acabou sendo modificada diversas vezes, por destoar das outras músicas do disco. A faixa foi a mais tocada em cinco capitais brasileiras: São Paulo, Curitiba, Porto Alegre, Salvador e Brasília.

## Composição
Durante o processo criativo do álbum Identidade, "Encanto" foi a primeira canção que chegou para a dupla ouvir. Ela foi feita pelo Luis Gustavo e pelo Claudio Paladini e teve algumas modificações feitas por Sandy, além de Ricardo Moreira. A canção foi composta originalmente em inglês, mas a dupla pediu à Maurício Gaetani uma versão em português. Enquanto as outras canções do álbum Identidade foram gravadas em julho de 2003, "Encanto" foi gravada no início de 2003 e, por isso, acabou sendo modificada diversas vezes, por destoar das outras músicas do disco. Os arranjos foram feitos por Claudio Paladini e Luis Gustavo, compositores da canção, enquanto Otávio de Moraes inseriu alguns detalhes nos arranjos. A cantora falou sobre o processo de composição de "Encanto" dizendo:

"A música emocionou a gente logo de cara. Eu lembro até que a gente estava no carro e eu já comecei a querer cantar a música na hora. A música veio primeiro em inglês. A gente enxergou essa música na nossa voz, mas precisávamos de uma letra em português. Então mandamos pro Maurício Gaetani e ele fez uma letra bem legal: eu dei umas mexidas, dei umas modificadas, fiz um outro refrão. E o Ricardo Moreira também entrou na parceria da letra. [...] [A canção] tem uma coisa forte e ao mesmo tempo é delicada, tem uma sutileza... [O arranjo] tem alguns loops, algumas programações feitas pelo Otávio de Moraes. Ficou super-romântica e moderna ao mesmo tempo. O arranjo foi feito no começo do ano, porque a gente precisava cantar no filme [Acquária], e o filme foi rodado em abril e maio [de 2003]. Gravamos o CD somente em julho. Então, imagina, teve um espaço aí entre a gravação da música e do resto do CD. E nesse tempo, aconteceram muitas coisas nas nossas vidas. A gente faz uma música conforme o que sentimos no momento, então, "Encanto" acabou ficando um pouco antiga pro CD, o arranjo destoou um pouco. Por isso mexemos várias vezes, fizemos mais uns três, quatro arranjos até chegar nesse definitivo."